# Abdülhamid II.

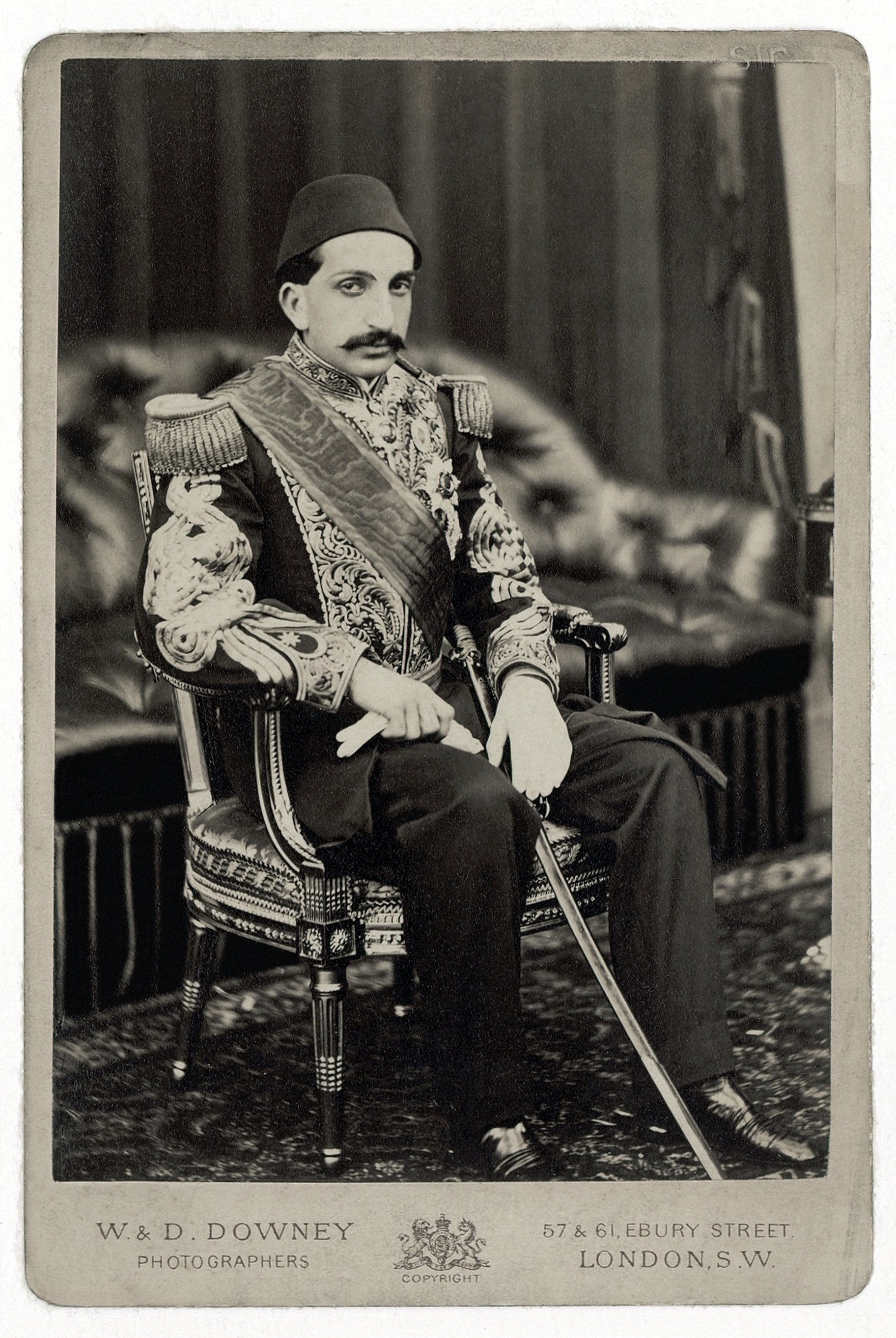
Şehzade Abdülhamid, 1867

Abdülhamid II. (auch Abdulhamid und Abdul Hamid [osmanisch عبد الحميد ʿAbdü'l-Ḥamīd]; * 21. September 1842 in İstanbul; † 10. Februar 1918 ebenda) war vom 31. August 1876 bis zum 27. April 1909 Sultan des Osmanischen Reiches. Er war der zweite Sohn des Sultans Abdülmecid I. und folgte seinem Bruder Murad V. nach dessen Absetzung auf den Thron.

## Leben

### Herkunft und Werdegang
Abdülhamid II. war der Sohn von Tîr-î-Müjgan Kadınefendi (türkisch Tirimüjgan Kadınefendi), einer Tscherkessin des Schapsugen-Stammes und des Sultans Abdülmecid I.
Seine Mutter starb, als er elf Jahre alt war. Er wurde dann von einer kinderlosen Frau des Sultans, der Tscherkessin Perestû aufgezogen. Seine Ausbildung übernahmen Privatlehrer. Er wurde in Arabisch, Persisch, den Islamwissenschaften und osmanischer Geschichte unterrichtet. Als europäische Fremdsprache lernte er Französisch. Nach osmanischer Tradition lernte er auch ein Handwerk, die Tischlerei, die er als erholsame Freizeitbeschäftigung betrieb.
Er schuf sich neben dem Hofstaat ein Netz eigener Sozialkontakte, darunter auch griechische oder jüdische Bürger des osmanischen Reiches. Er zeigte sich modernen Ideen gegenüber aufgeschlossen. Er schätzte lebenslang klassische europäische Musik und die komische Oper. Privat interessierte er sich für Detektivgeschichten aus Europa.
Abdülhamid begleitete 1867 seinen Onkel, den Sultan Abdülaziz auf eine Europareise. Die Reise hinterließ bei ihm einen positiven Eindruck.

### Frühe Regierungsjahre

Tughra von Abdülhamid II.

1876 kam es zu einem Staatsstreich gegen Sultan Abdülaziz. Ein Bündnis aus hohen Beamten, Offizieren und Schülern religiöser Schulen unter Führung von Midhat Pascha setzte die Absetzung des Sultans durch. Ihr Ziel war die engere Kontrolle des Sultans durch Parlamentarismus und Verfassung. Zunächst wurde Abdülhamids Bruder Murad V. auf den Thron gesetzt. Dieser wurde nach drei Monaten wegen Regierungsunfähigkeit abgesetzt. Abdülhamid missbilligte den Staatsstreich gegen seinen Onkel, stimmte aber einer Verfassung nominell zu und trat 1876 die Thronfolge an.
Zahlungsverzug bei den öffentlichen Ausgaben und eine leere Schatzkammer, die Aufstände in Bosnien und Herzegowina, der Krieg mit Serbien und Montenegro und die bulgarischen Aufstände im April 1876, die blutig unterdrückt wurden, belasteten das Osmanische Reich.
1876 wurde in Istanbul eine internationale Konferenz einberufen, die unter anderem die Zukunft des Balkan diskutierte. Um seine Reformbereitschaft zu demonstrieren, unterstützte Abdülhamid II. die liberale Reformbewegung und verkündete am 23. Dezember 1876 eine vor allem von Midhat Pascha ausgearbeitete Verfassung, die ein parlamentarisches System eingeführt hätte. Von diesem innenpolitischen Kurs wandte sich der neue Herrscher jedoch schnell wieder ab und setzte die Verfassung außer Kraft. Ähnlich wie seine Vorgänger herrschte er zunehmend autoritär an seinen Ministern vorbei, unterdrückte die jungtürkische Bewegung und baute zudem ein effektives Zensur- und Spionagesystem auf.

### Politische Herausforderungen
Anfang 1877 folgte der verheerende Krieg mit Russland. Die harten Bedingungen, die Abdülhamid zunächst durch den Frieden von San Stefano aufgezwungen worden waren, wurden 1878 in gewissem Umfang im Berliner Kongress abgemildert, hauptsächlich auf Initiative der britischen Diplomatie. Ab dem Kongress lehnte sich Abdülhamid II. eng an das Deutsche Reich an. Deutsche Fachleute sollten die Staatsfinanzen und die Osmanische Armee neu organisieren. Ein erneuter Staatsbankrott zwang ihn, einer fremden Kontrolle über die Staatsschulden zuzustimmen, und im Dezember 1881 per Erlass viele der Staatseinnahmen zugunsten der Gläubiger an die Dette Publique weiterzuleiten.
1882 wurde das vormals osmanische Ägypten von Großbritannien besetzt (siehe Britische Herrschaft in Ägypten). Die Vereinigung von Bulgarien mit Ostrumelien 1885 – entgegen den Bestimmungen des Berliner Kongresses – war ein weiterer Tiefschlag, ebenso wie 1888 die Besetzung Tunesiens durch Frankreich. Ab diesem Zeitpunkt allerdings konnte Abdülhamid vorerst weitere Gebietsverluste vermeiden, so dass er sich in den Folgejahren auf die Stabilisierung seiner autoritären Herrschaft im Inneren konzentrierte.
So gelang es Abdülhamid, seine Minister auf den Rang von Sekretären herabzusetzen und die ganze Landesverwaltung in seinen Händen im Yıldız-Palast zu konzentrieren. Aber dadurch nahm die innere Uneinigkeit nicht ab: Kreta war ständig in Aufruhr, die Griechen waren unzufrieden, und seit ungefähr 1890 begannen die Armenier verstärkt, die ihnen in Berlin zugestandenen Reformen einzufordern.
Der Sultan versuchte, den Zugriff der Staatsgewalt in den östlichen Provinzen zu stärken. Zu diesem Zweck richtete er die Hamidiye-Regimenter ein, deren Angehörige sich aus kurdischen Reitern einzelner Stämme rekrutierten.
Angesichts der Cholera-Epidemie im Jahr 1893 in Istanbul suchte der Sultan Rat bei Louis Pasteur, der jedoch seinen Kollegen André Chantemesse schickte. Aufgrund dessen Vorschlags zur Errichtung einer neuen medizinischen Ausbildungsstätte entstand die Idee zur Gründung der Haydarpaşa Medizin-Fakultät.

### Die Massaker 1894–1896

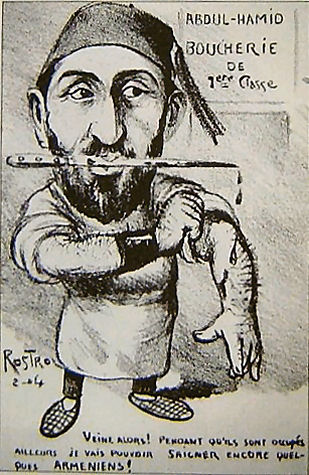
Zeitgenössische satirische Darstellung des Sultans mit dem Text: „Abdul-Hamid Metzgerei 1er Klasse: Glück gehabt! Während sie anderswo beschäftigt sind, werde ich noch einigen Armeniern die Gurgel durchschneiden können!“

Kleinere Zwischenfälle gab es 1892/93 in Merzifon und Tokat. 1894 wurde eine durch hohe Steuerforderungen ausgelöste schwerwiegende Revolte in der Bergregion von Sasun (im Vilâyet Bitlis) unbarmherzig niedergeschlagen. Die europäischen Staaten verlangten erneut Reformen. Dabei wollten Großbritannien und die Armenier ursprünglich noch weiterführende Reformen verlangen, was aber an Russlands Widerspruch scheiterte. Russland lehnte jedes Schema ab, das zur vollen armenischen Unabhängigkeit hätte führen können oder einen Krieg mit dem Osmanischen Reich zur Akzeptanz des Planes notwendig gemacht hätte. Der Sultan hatte die Uneinigkeit zwischen den Mächten bemerkt und lehnte viele der Reformklauseln ab. Anstelle einer Umsetzung der nach außen hin zugesagten Reformen begann im Herbst 1895 schließlich eine Reihe von Massakern vor allem an den Armeniern, die sich in ganz Kleinasien und in der Hauptstadt über viele Monate hinzogen. Teilweise lieferten armenische Aktivisten den Vorwand; der Hintergrund war jedoch, die „Armenische Frage“ durch die Dezimierung und Einschüchterung der Betroffenen zu lösen. Spätestens diese Massaker, die Teile der Öffentlichkeit dem Sultan zuschrieben, brachten ihm in der europäischen Öffentlichkeit die denkbar schlechteste Reputation ein: Er wurde zum „roten (blutigen) Sultan“, zur Symbolfigur von Hinterhältigkeit und Grausamkeit. Der britische Premier Gladstone nannte ihn den „Großen Mörder“ (Grand Assassin) und den „scheußlichen Türken“ (the unspeakable Turk). Die Pogrome 1894–1896, denen bis zu 300.000 Armenier zum Opfer fielen, wurden auch unter dem Namen Hamidische Massaker bekannt. Bei den Massakern spielten Hamidiye-Regimenter eine wichtige Rolle.
Trotz aller Diskreditierung des Sultans in der europäischen Öffentlichkeit konnte der Nachweis, der Sultan habe die Anordnungen zu Massakern an der Zivilbevölkerung gegeben, nicht geliefert werden. Dass die Massaker auf irgendeine Weise organisiert waren, ist daran erkennbar, dass es an den Orten, an denen es zu Massakern kam, ähnliche Verfahrensmuster gab. So wurden nahezu durchgehend männliche gregorianische Armenier getötet, Frauen und Kinder sowie andere Christen und auch katholische Armenier wurden dagegen nicht angerührt, wie aus den Berichten des britischen Diplomaten Charles Eliot und des amerikanischen Missionars Edwin Munsell Bliss hervorgeht. Gegen eine Anordnung des Sultans sprechen dagegen andere Angaben der Zeit- und Augenzeugen. So gaben Charles Eliot, Hepworth und der deutsche Botschafter an, dass der Sultan die Massaker nicht organisiert habe. Er habe lediglich die Anordnung gegeben, Aufstände armenischer Rebellen mit aller Härte zu unterdrücken oder in Vorbereitung befindliche zu verhindern. Die lokalen Behörden hätten den Sultan irritiert, in manchen Fällen geplante Anschläge sogar erfunden, um ihre Medaillen zu kassieren. Gegen eine zentrale Anordnung spricht auch, dass es an anderen Orten lokale Verantwortliche gab, die drohende Massaker an Armeniern durch Interventionen verhinderten, unter anderen der Gouverneur von Ankara, der Kommandant in Aleppo Generalleutnant Edhem Pascha.

### Türkisch-Griechischer Krieg
Die versprochenen Reformen für die nicht-türkischen Minderheiten standen nach wie vor nur auf dem Papier. Allein Kreta profitierte von erweiterten Privilegien. Dennoch brach dort ein Aufstand aus. Anfang 1897 schickte Griechenland ein Expeditionsheer, um die Aufständischen zu unterstützen. In dem folgenden Türkisch-Griechischen Krieg errang das Osmanische Reich zwar einen leichten Sieg, doch die Großmächte schützten Griechenland und gestanden Istanbul nur eine kleine Grenzkorrektur zu. Einige Monate später wurde Kreta sogar von vier Großmächten übernommen und damit faktisch der Herrschaft des Sultans entzogen; stattdessen herrschte dort bis 1909 eine autonome Regierung unter einem Prinzen von Griechenland.

### Bagdadbahn

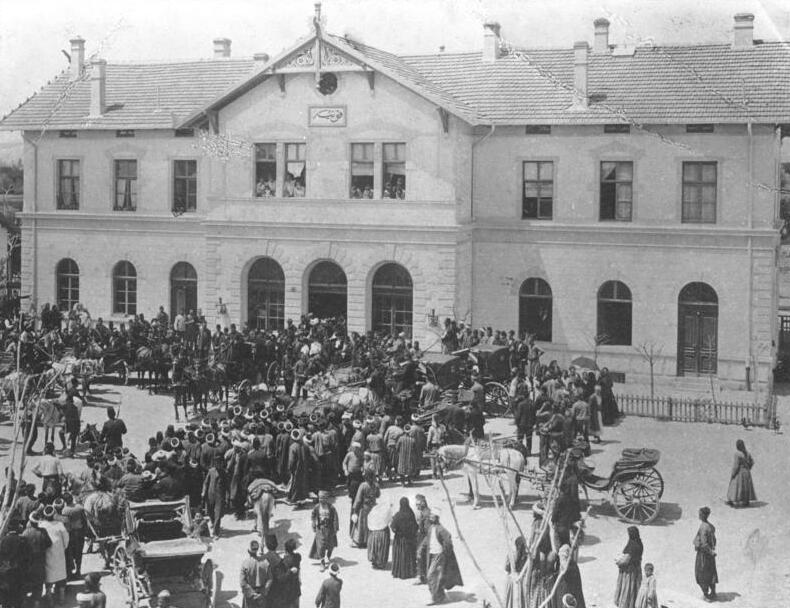
Empfang des deutschen Botschafters anlässlich der Fertigstellung des ersten Teilabschnitts der Bagdadbahn am 21. Juni 1904

Widersprüchlich war die weitere Politik des Sultans: Zwar empfing er im folgenden Jahr den deutschen Kaiser und die Kaiserin festlich in Istanbul – ein Symbol für die Intensivierung der deutsch-osmanischen Beziehungen. 1899 genehmigte der Sultan dem Deutschen Reich den Bau der strategisch wichtigen Bagdadbahn. Auch trafen 1901 im Rahmen der Militärreformen mehrere hohe Militärs als Berater des Sultans ein, so Heinrich Karl Abraham Imhoff für die Artillerie, Karl Auler für die Pioniere, Bruno von Rüdgisch für die Kavallerie, Bodo Borries von Ditfurth für die Infanterie.
Gleichzeitig aber förderte der Sultan die panislamische Propaganda, was die Lage der christlichen Bevölkerungsteile im Reich unsicherer machte und der seit Mitte des 19. Jahrhunderts eingeführten Gleichberechtigungspolitik zuwiderlief. Die Privilegien der Ausländer innerhalb des Osmanischen Reiches wurden beschnitten; der Bau der Hedschasbahn zu den heiligen Stätten Medina und Mekka wurde zügig weitergeführt und Abgesandte wurden in ferne Länder (vor allem in Kolonien feindlicher europäischer Großmächte) geschickt, um den Islam und die Vormachtstellung des Sultan-Kalifen zu predigen.

### Attentat
Dieser Appell an das muslimische Gemeinschaftsgefühl war allerdings weitgehend nutzlos gegen die Unzufriedenheit wegen der anhaltenden Misswirtschaft. In Mesopotamien und Jemen brodelten ständig Unruhen; in der Armee und in der muslimischen Bevölkerung wurde der Anschein von Loyalität vor allem durch ein System von Spionage und Denunziation und durch massive Verhaftungen aufrechterhalten. Währenddessen zog sich der Sultan, aus Angst vor einem Mordanschlag, fast völlig in seinen Yıldız-Palast zurück, öffentliche Auftritte wurden auf ein Minimum beschränkt. 1905 überlebte er ein Attentat armenischer Terroristen. Am 21. Juli 1905 hatten die Revolutionäre der Daschnak Dynamit in seinen Wagen gelegt, während der Sultan in der Hamidiye-Moschee sein Freitagsgebet abhielt. Eine Verspätung um einige Minuten rettete dem Sultan das Leben; 26 Mitglieder seines Gefolges starben und 58 wurden verletzt.

### Jungtürkische Revolution

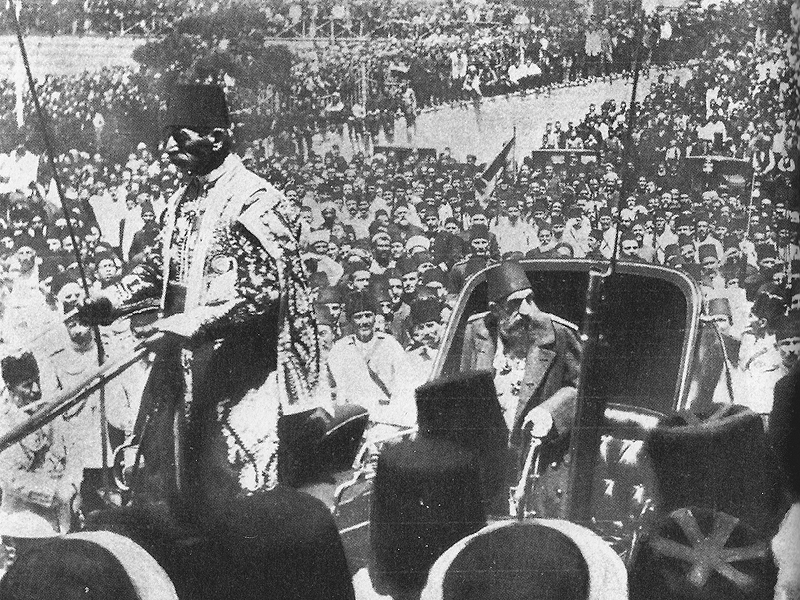
Eine der letzten bekannten Aufnahmen Sultan Abdülhamids aus dem Jahre 1908, bei der cuma selamlığı Freitagsprozession

Seit 1903 wurden die rumelischen Provinzen auf dem Boden des antiken Makedonien, deren innerer Unruhen die Regierung des Sultans nicht mehr Herr wurde, faktisch unter internationale Aufsicht gestellt. Diese nationale Demütigung führte, verstärkt durch den aufgestauten Groll zahlreicher Offiziere gegen die Palastspione und Informanten sowie durch die Ausbreitung liberalen Gedankenguts vor allem in der Armee, schließlich in eine Krise der absolutistischen Herrschaft des Sultans (für eine detaillierte Diskussion siehe Jungtürken). Als Abdülhamid von der Revolte der von jungtürkischen Offizieren angeführten Saloniki-Truppen und von ihrem Marsch auf Istanbul hörte (23. Juli 1908), musste er unverzüglich kapitulieren.
Am 24. setzte er – wie von den rebellierenden Jungtürken gefordert – die Verfassung von 1876 wieder in Kraft; am nächsten Tag wurden Spionage und Zensur abgeschafft und die Freilassung von politischen Gefangenen angeordnet. Am 10. Dezember eröffnete Abdülhamid das neugewählte Parlament mit einer Rede vom Thron aus, in der er sagte, dass das erste Parlament (von ihm) nur vorübergehend aufgelöst worden sei, bis die Bildung des Volks durch Ausweitung des Unterrichts auf ein ausreichend hohes Niveau gebracht worden wäre.
Doch schon am 13. April 1909 unterstützte Abdülhamid II. einen Aufstand konservativer Soldaten und der religiös aufgestachelten Bevölkerung der Hauptstadt, der die jungtürkische Regierung zu stürzen versuchte („Vorfall vom 31. März“). Der Umsturzversuch wurde nach drei Tagen durch die Saloniki-Truppen niedergeschlagen. Danach beschloss das „Komitee für Einheit und Fortschritt“ unter Enver, Cemal, Talaat und Gökalp die Absetzung Abdülhamids, und am 27. April wurde sein jüngerer Bruder und Thronfolger Reshid Effendi als neuer Sultan Mehmed V. ausgerufen.

## Letzte Jahre

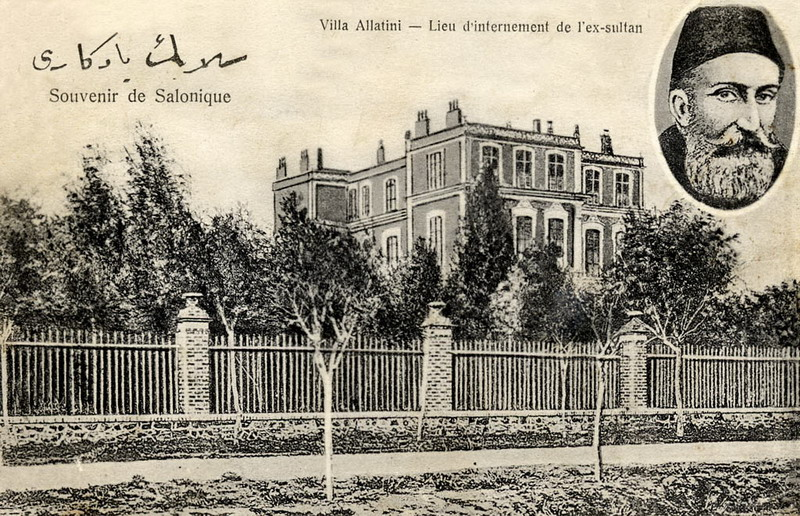
Villa Allatini in Saloniki, Exil des Sultans 1909–1912 vor seiner Evakuierung in den Beylerbeyi-Palast

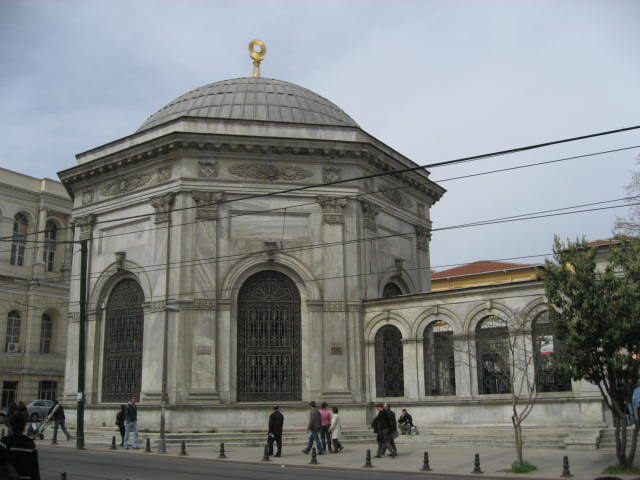
Grabmal (türbe) von Abdülhamid II. an der Divan Yolu in Istanbul (2008)

Der Ex-Sultan wurde in Gefangenschaft nach Saloniki gebracht, von wo er im Herbst 1912 – infolge des Vordringens feindlicher bulgarischer Truppen im Ersten Balkankrieg – in den Beylerbeyi-Palast in Istanbul verlegt werden musste. Beide Male übernahm das deutsche Stationsschiff Loreley die Beförderung Abdülhamids.

## Tod

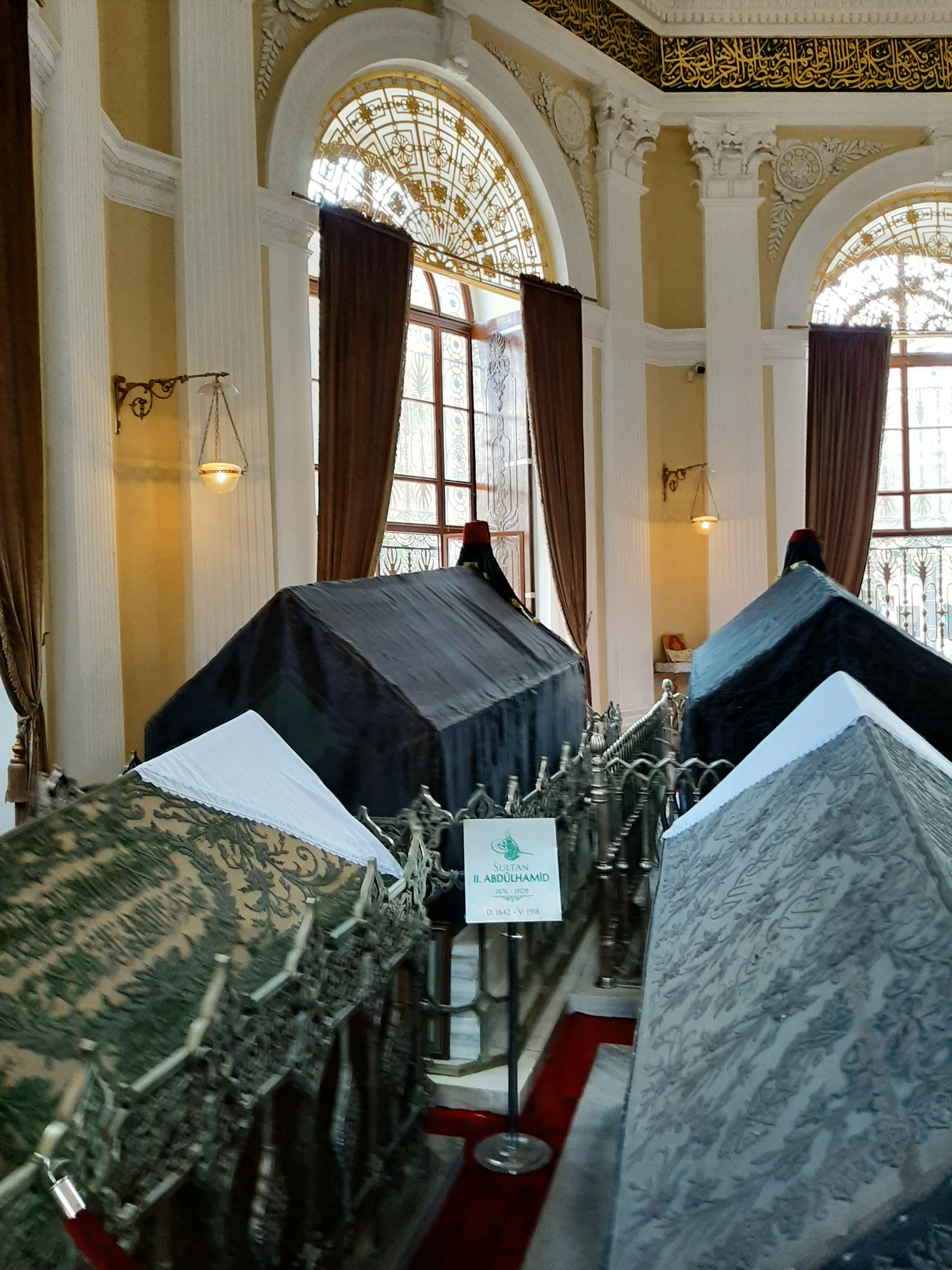
Das Grab von Sultan Abdülhamid II. in Istanbul

Er starb am 10. Februar 1918 in Istanbul; die Kriegsniederlage des Osmanischen Reiches im Ersten Weltkrieg, den Zusammenbruch seines Reiches und den Sturz seiner Dynastie 1922/1924 erlebte er nicht mehr.

## Familie
- Peyveste Emukhvari (10. Gemahlin von Sultan Abdülhamid II.)
- Fatma Pesend (11. Gemahlin von Sultan Abdülhamid II.)
- Behice Maan (12. Gemahlin von Sultan Abdülhamid II.)

## Auszeichnungen
- Japan: Chrysanthemenorden mit Ordenskette, verliehen im Oktober 1887 durch Kaiser Meiji[19]
- Preußen: Schwarzer Adlerorden mit Brillanten, verliehen am 3. Februar 1882[20]
- Schweden: Königlicher Seraphinenorden verliehen am 11. Juli 1897 durch den schwedischen König Oskar II.[21]
- Österreich-Ungarn: Orden vom Goldenen Vlies
- Dänemark: Elefanten-Orden
- Luxemburg: Nassauischer Hausorden vom Goldenen Löwen am 29. Juli 1893[22]
- Osmanisches Reich: Mecidiye-Orden
- Osmanisches Reich: Osmanje-Orden

## Filme
- Abdülhamit Düşerken (deutsch: Als Abdülhamid fiel), Türkei 2002, mit Meltem Cumbul
- Payitaht 'Abdülhamid'  (deutsch: Hauptstadt 'Abdülhamid' ), (Fernsehserie) Türkei 2017, mit Bülent İnal